# ورود از هر دو طرف ممنوع
 ورود از هر دو طرف ممنوع جزء نشان‌های بازدارنده یا انتظامی راهنمایی و رانندگی است. راننده در هنگام مشاهده این علامت باید از وارد شدن به گذر خیابانی شدیدا" خودداری کند. همچنین راننده بایستی این موضوع را به خاطر بسپرد که از سوی دیگر خیابان نیز نمی توان وارد گردید. کاربرد این نشان برای مواقعی است که پلیس راهنمایی و رانندگی تردد کامل دو سویه در یک خیابان را کاملا" ممنوع کرده‌است. این نشان در ایران نیز رایج است.